# Lenguas túrquicas siberianas
Las lenguas túrquicas siberianas o túrquicas nororientales son una de las seis principales ramas en las que se dividen las lenguas túrquicas. La siguiente tabla se basa en clasificación de Lars Johanson (1998):
| Proto-Túrquico | Túrquico siberiano | Siberiano septent. | Siberiano septent.         | - Sakha (Yakuto) - Dolgano                                                                          |
| Proto-Túrquico | Túrquico siberiano | Siberiano merid.   | Túrquico Saya              | - Tuvano (Soyot, Uriankhai) - Tofalar                                                               |
| Proto-Túrquico | Túrquico siberiano | Siberiano merid.   | Túrquico del Yenisei       | - Jakasio - Fuyu Kyrgyz - Shor (Saghay Qaca, Qizil)                                                 |
| Proto-Túrquico | Túrquico siberiano | Siberiano merid.   | Chulym                     | - Chulym (Küerik)                                                                                   |
| Proto-Túrquico | Túrquico siberiano | Siberiano merid.   | Túrquico altái[2]          | - Altái Oirot y dialectos como el tuba, el qumanda (kumanda), el qu (kuu), el teleut y el Telengit. |
| Proto-Túrquico | Túrquico siberiano | Siberiano merid.   | Antiguo túrquico siberiano | - Túrquico orkhon † - Viejo uigur †                                                                 |

## Comparación léxica
Los numerales en diferentes lenguas túrquicas de Siberia son:
| GLOSA | Altái merid. | Altái septent. | Shor      | Karagas | Yakuto    | Dolgano | Tuvano | Jacasio     | PROTO- TUR.-SIB |
| ----- | ------------ | -------------- | --------- | ------- | --------- | ------- | ------ | ----------- | --------------- |
| '1'   | bir          | pir            | pir       | bĭræː   | biːr      | biːr    | bir    | pĭr         | *bīr            |
| '2'   | eki          | eki            | ijgi i:gi | ĭʔhĭ    | ikki      | ikki    | iji    | ĭkĭ         | *ẹkki           |
| '3'   | yʧ           | yʧ             | yʧ        | yʧ      | ys        | ys      | yʃ     | yʧ          | *yʧ *üč         |
| '4'   | tørt         | tort           | tørt      | tørt    | tyørt     | tyørt   | dørt   | tørt        | *dørt *dört     |
| '5'   | beʃ          | peʃ            | pɛʃ       | beʃ     | biæs      | biæs    | beʃ    | pis         | *beʃ *beš       |
| '6'   | ɑltɯ̆         | ɑltɯ           | ɑltɯ      | ɑʔltɯ̆   | ɑltɑ      | ɑltɑ    | ɑlpɤ   | ɑltɯ ɑltɨ̆   | *ɑltɯ *altı     |
| '7'   | dʲeti ʤedi   | ʧeti           | ʧɛtti     | ʧedĭ    | sættæ     | hættæ   | ʤede   | ʧitĭ        | *ʤẹtti *jẹtti   |
| '8'   | segiz        | seɣis          | sɛgiz     | seʔhes  | ɑʁɯs ɑʁɨs | ɑgɨs    | sɛs    | sigĭz       | *segiz          |
| '9'   | toɣuz        | toɣus          | toɣuz     | toʔhos  | toʁus     | togus   | tos    | toʁɯ̆z toʁĭz | *toɣuz          |
| '10'  | on           | on             | on        | on      | uon       | uon     | on     | on          | *on             |